# Bicci di Lorenzo
Bicci di Lorenzo (n. 1373, Florența, Republica Florentină – d. 1452, Florența, Republica Florentină) a fost un pictor și sculptor italian, care a lucrat în Florența.

## Biografie
S-a născut la Florența în 1373 în familia pictorului Lorenzo di Bicci, la al cărui atelier s-a și alăturat. S-a căsătorit în 1418, iar în 1424 a fost înscris în Ghilda pictorilor din Florența. Fiul său, Neri di Bicci, a fost și el un pictor, preluând în cele din urmă atelierul familiei. Bicci di Lorenzo a murit la Florența în 1452 și a fost înmormântat la biserica Santa Maria del Carmine.

## Operă

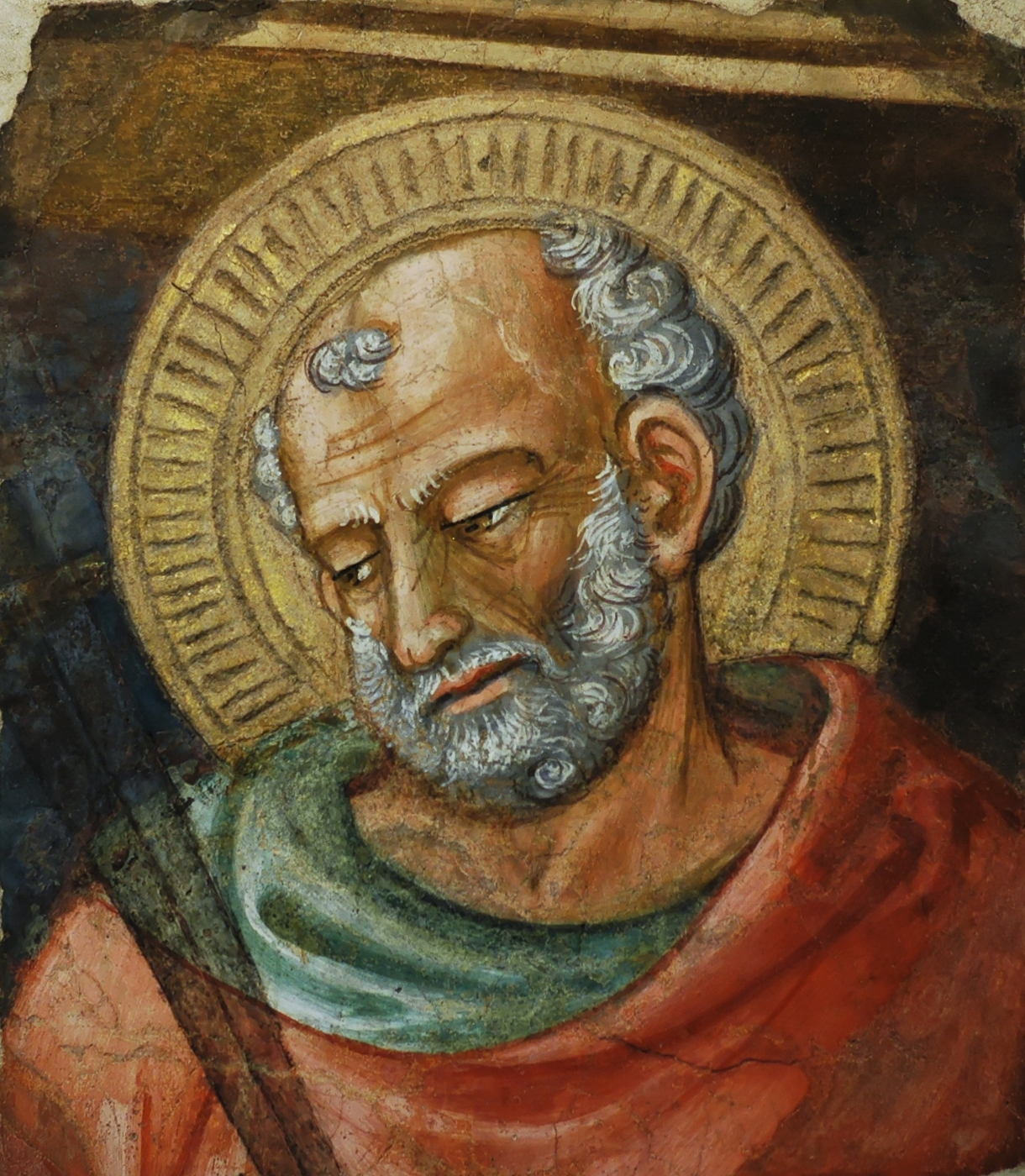
Fresca Sfântului Apostol Iuda, pictată în Catedrala din Florența

Primele sale lucrări – majoritatea fresce executate în colaborare cu tatăl său – i-au adus comisioane consistente, care au provenit (potrivit lui Vasari) inclusiv de la familia Medici pentru un ciclu de fresce Oameni iluștri la Palazzo Medici. A mai pictat Sfinții Cosma și Damian și fresce pe teme bisericești în spitalul Santa Maria Nuova.
Printre cele mai cunoscute lucrări ale sale se numără:
- Madonna întronată, aflată în prezent la Galleria nazionale di Parma
- Trei scene din viața Sfântului Nicolae, un triptic din catedrala din Fiesole
- Nașterea Domnului, în biserica San Giovannino dei Cavalieri din Florența.

A executat frescile de la intrarea în capela Compagni a bisericii Santa Trinita. În afara Florenței, frescele sale mai pot fi văzute la Oratoriul Sant'Antonio Abate din Pescia și în localitățile Empoli și Lastra a Signa.